# Xenolecia spadicomma
Xenolecia spadicomma är en lavart som först beskrevs av William Nylander och fick sitt nu gällande namn av Hertel 1984. 
Xenolecia spadicomma ingår i släktet Xenolecia och familjen Porpidiaceae. Inga underarter finns listade i Catalogue of Life.